# SČUG Hollar
Sdružení českých umělců grafiků Hollar bylo založeno v roce 1917 za vedení T. F. Šimona. Sdružení si dalo do štítu jméno proslulého rytce Václava Hollara. K jeho zakládajícím členům patřili František Bílek, V. H. Brunner, Bohumír Jaroněk, Zdeněk Kratochvíl, František Kysela, Jan Konůpek, Karel Vik a další.

## Začátky
První členská výstava se konala v roce 1918, od roku 1923 byl potom vydáván sborník Hollar, dále grafické listy, alba, soupisy prací členů. Programem spolku byla technická dokonalost grafické práce a navázání na tradice 19. století. Od 1956 fungoval jako skupina Hollar při SČVU, orientován na průbojnější a experimentální směry a propagaci české grafické tvorby v zahraničí. Spolek nedobrovolně přerušil činnost roku 1972 v období normalizace.

## Obnovení spolku

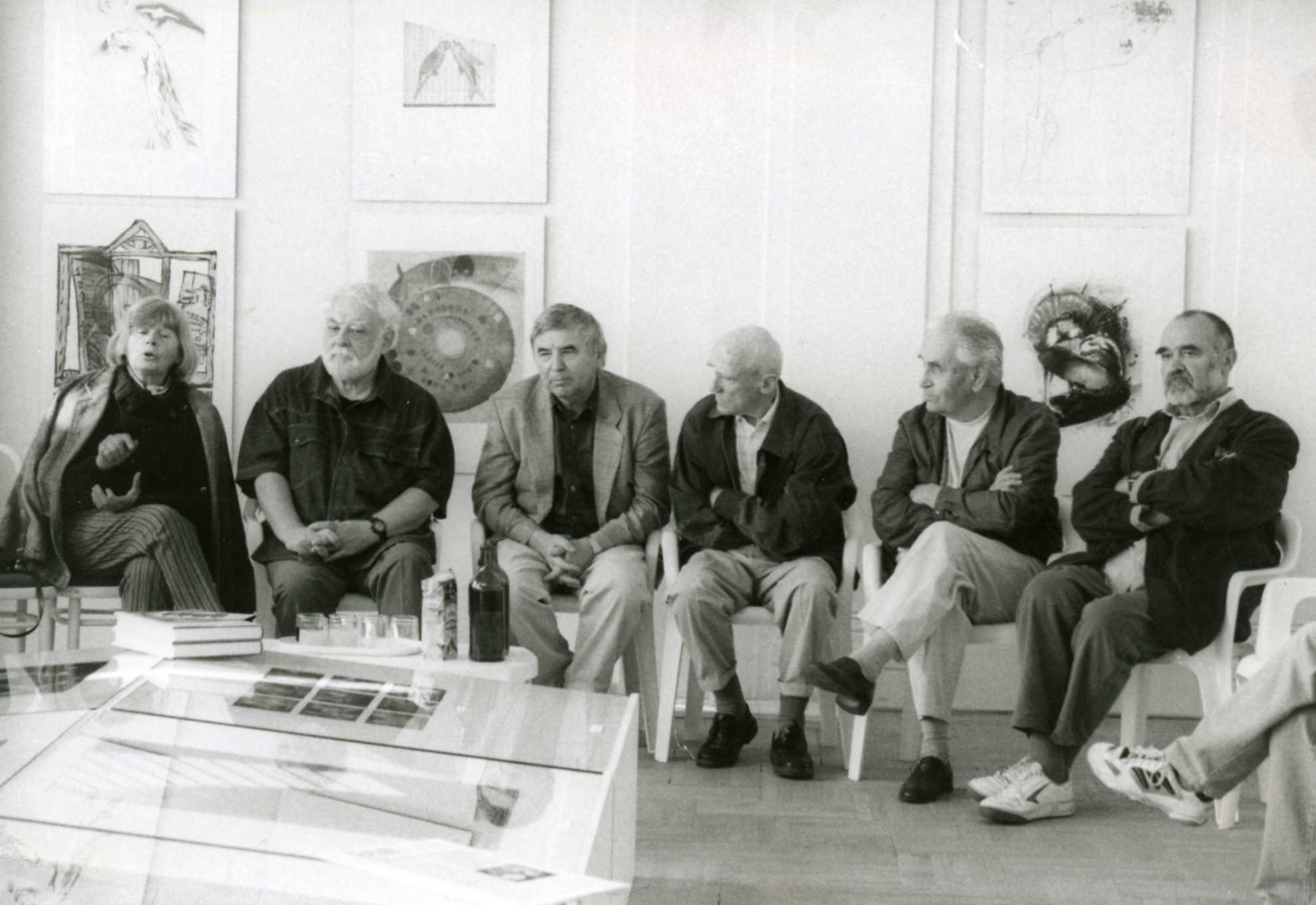
Členové sdružení Hollar při otevření stálé expozice české grafiky. Muzeum umění Benešov, 1998

Po roce 1989 byl spolek obnoven a dříve než mu byla vrácena i galerie HOLLAR, prezentoval svou činnost na dvou výstavách ve Špálově galerii roku 1990. V minulých desetiletích patřila mezi jeho členy i některá velká jména českého současného umění jako například František Kupka, Max Švabinský, František Tichý, Vojtěch Preissig, František Bílek, T. F. Šimon, František Kobliha, Emil Filla, Josef Lada, Jan Zrzavý, Josef Šíma, Bohuslav Reynek, Vladimír Silovský, Karel Svolinský, Cyril Bouda, František Gross, Kamil Lhoták, Zdeněk Sklenář, Jiří Trnka, Jiří John, Zdenek Seydl. Dnes má SČUG HOLLAR celkem 161 členů, z toho 135 grafiků, 11 teoretiků umění a 15 tiskařů a činovníků. Spolková galerie HOLLAR představuje díla svých členů na pravidelných výstavách jednotlivců i kolektivů. V depozitáři galerie je k dispozici bohatý výběr současné grafické tvorby.

## Současní členové spolku
Jiří Altmann, Jiří Anderle, Alena Antonová, Hana Aulická, Mikoláš Axmann, Karel Beneš, Daniela Benešová, Libor Beránek, Tomáš Bím, Marie Blabolilová, Jan Blaha, Václav Bláha, Adolf Born, Jiří Bouda, Jiří Brázda, Jana Budíková, Vladimír Bujárek, Eva Bužgová, Hana Čápová, Olga Čechová, Kateřina Černá, Karel Demel, Milan Dřímal, Pavel Dřímal, Josef Duchoň, František Dvořák, Martin Dyrynk, Milan Erazim, Marie Filippovová, Eva Hašková, Josef Herčík, Jan Hladík, Josef Hlaváček, František Hodonský, Xenia Hoffmeisterová, Jan Holoubek, Bohuslav Holý, Helena Horálková, Bedřich Housa, Karel Hruška, Tomáš Hřivnáč, Jana Hubatková, Jitka Chrištofová, Jaroslav Chudomel, Zbyněk Janáček, James Janíček, Eva Janíčková, Boris Jirků, Zdenka Kabátová-Táborská, Jan Kavan, Anna Khunová, Jiří Kornatovský, Věra Kotasová, Jindřich Kovařík, Markéta Králová, Ivo Křen, Jan Kubíček, Miroslav Kudrna, Ladislav Kuklík, Aleš Lamr, Ján Lastomírsky, Alena Laufrová, Michaela Lesařová-Roubíčková, Josef Lhota, Jiří Lípa, Miroslav Lipina, Ivana Lomová, Jiří Machalický, Karel Malich, Jan Mauler, Petr Melan, Jan Mentlík, Zdeněk Mézl, Ondřej Michálek, Jiří Mikeska, Alois Mikulka, Jaroslava Mrázová, Josef Mžyk, Eva Natus-Šalamounová, Antonín Odehnal, Raimund Ondráček, Jana Orlíková, Jan Otava, Eduard Ovčáček, Berenika Ovčáčková, Květa Pacovská, Josef Paleček, Veronika Palečková, Jaroslava Pešicová, František Peterka, Eva Petrová, Vlastimil Petrovský, Pavel Piekar, Miloslav Polcar, Miroslav Pošvic, Lubomír Přibyl, Dana Puchnarová, Emanuel Ranný ml., Michael Rittstein, Pavel Roučka, Jindřich Růžička, Jiří Samek, Josef Saska, Eva Sendlerová, Jaroslava Severová, Pavel Sivko, Jiří Slíva, Dalibor Smutný, Jan Souček, Jiří Sozanský, Blanka Stehlíková, Hana Storchová, Zdeněk Strouhal, Vladimír Suchánek, Pavel Sukdolák, Jaroslav Sůra, Tomáš Svoboda, Naděžda Synecká, Jan Šafránek, Jiří Šalamoun, Barbara Šalamounová, Marie Michaela Šechtlová, Jaroslav Šerých, Milena Šoltészová, Andrea Tachezyová, Vladimír Tesař, Šárka Trčková, Jan Tůma, Lukáš Tůma, Hana Urbanová, Slavomil Vencl, Zdeněk Veselý, Jan Vičar, Lenka Vilhelmová, Kateřina Vítečková, Eva Vlasáková, Antonín Vopálenský, Magdalena Vovsová, Olga Vychodilová, Karel Vysušil, Bohunka Waageová, Raimund Zbořil, Karel Zeman, Kamila Ženatá (1991–2013), Karel Žižkovský.

### Současní zahraniční členové spolku
Jan Baleka, Stanislav Balko, Igor Benca, Rudolf Broulim, Robert Brun, Karol Felix, Dušan Grečner, Petr Herel, Dušan Kállay, Marián Komáček, Bogdan Kršić, František Oberfalcer, Igor Piačka, Kamila Štanclová, Blanka Votavová.